# Curi'el
Curi'el (hebrejsky צוּרִיאֵל, doslova Bůh je moje skála, v oficiálním přepisu do angličtiny Zuri'el, přepisováno též jako Tzuri'el) je vesnice typu mošav v Izraeli, v Severním distriktu, v Oblastní radě Ma'ale Josef.

## Geografie
Leží v nadmořské výšce 633 metrů, v hornaté oblasti na západním okraji masivu Har Meron v centrální části Horní Galileji, cca 20 kilometrů od břehů Středozemního moře a 6 kilometrů od libanonských hranic.
Obec se nachází cca 3 kilometry východně od města Ma'alot-Taršicha, cca 115 kilometrů severovýchodně od centra Tel Avivu a cca 37 kilometrů severovýchodně od centra Haify. Curi'el obývají Židé, přičemž osídlení v tomto regionu je etnicky smíšené. Převážně židovská je oblast západně odtud, směrem k pobřeží. Severně od mošavu leží město Fassuta, které obývají izraelští Arabové. Na severovýchodní straně zase město Churfejš, jež obývají Drúzové. Většinově arabské osídlení má oblast jižně a jihovýchodně odtud.
Curi'el je na dopravní síť napojen pomocí dálnice číslo 89.

## Dějiny
Curi'el byl založen v roce 1950. Jméno odkazuje na biblickou postavu Súríela, kterého zmiňuje Kniha Numeri 3,35. Zakladateli vesnice byli židovští přistěhovalci Jemenu. V roce 1952 ale tito prvotní obyvatelé mošav opustili pro nedostatek pracovních míst a vesnice byla dočasně opuštěna. Nově byla osídlena roku 1953 Židy původem z Maroka. Vesnice byla napojena na náboženskou organizaci Po'alej Agudat Jisra'el.
Mošav vznikl na pozemcích zaniklé arabské vesnice Suhmata, která zde stávala do války za nezávislost v roce 1948 cca 1 kilometr západně od stávající osady. Křižáci ji nazývali Samueth a postavili zde hrad, který v 18. století přestavěl místní arabský vládce Daher el-Omar. Roku 1931 měla Suhmata 796 obyvatel a 175 domů. Byla tu mešita, křesťanský kostel, základní chlapecká škola a zemědělská škola. Během války byla tato oblast na podzim 1948 v rámci Operace Hiram ovládnuta židovskými silami a arabské osídlení zde skončilo. Zástavba vesnice pak byla zbořena. Zachovány byly jen ruiny středověkého hradu.
Ekonomika vesnice je založena na zemědělství a turistickém ruchu. Část obyvatel za prací dojíždí. V obci fungují zařízení předškolní péče, základní škola je ve vesnici Becet. Je tu synagoga a sportovní areály.

## Demografie
Obyvatelstvo mošavu Curi'el je smíšené, tedy sekulární i nábožensky orientované. Podle údajů z roku 2014 tvořili naprostou většinu obyvatel v Curi'el Židé (včetně statistické kategorie "ostatní", která zahrnuje nearabské obyvatele židovského původu ale bez formální příslušnosti k židovskému náboženství).
Jde o menší sídlo vesnického typu s dlouhodobě mírně rostoucí populací. K 31. prosinci 2014 zde žilo 314 lidí. Během roku 2014 populace stoupla o 5,4 %.
| Rok            | 1961 | 1972 | 1983 | 1995 | 2001 | 2003 | 2004 | 2005 | 2006 | 2007 | 2008 | 2009 | 2010 | 2011 | 2012 | 2013 | 2014 |
| -------------- | ---- | ---- | ---- | ---- | ---- | ---- | ---- | ---- | ---- | ---- | ---- | ---- | ---- | ---- | ---- | ---- | ---- |
| Počet obyvatel | 195  | 201  | 221  | 259  | 296  | 300  | 302  | 303  | 304  | 313  | 323  | 295  | 306  | 300  | 305  | 298  | 314  |